# Соловьёв, Юрий Борисович (историк)
Ю́рий Бори́сович Соло́вьёв (9 декабря 1929— 4 марта 1995) — советский и российский историк, доктор исторических наук (1973).

## Биография
Юрий Борисович Соловьев родился в 1929 году в семье литературного критика и преподавательницы русского языка и литературы. Когда началась Великая Отечественная война, провёл первые месяцы в блокадном Ленинграде, позже его эвакуировали в Ульяновск. В 1944 году вернулся в Ленинград. 
В 1948 году окончил школу. В 1953 окончил исторический факультет Ленинградского государственного университета. С того же года по 1954 — лектор Артиллерийского исторического музея. В 1955—1956 годах — преподаватель истории в средней школе.
В январе 1956 года устроился работать в журнал «Звезда», а в июле стал сотрудничать с газетой «Ленинградская правда» и журналом «Пропагандист». В 1960 году окончил аспирантуру ЛОИИ АН СССР. В 1964 году защитил кандидатскую диссертацию. В 1973 году защитил докторскую диссертацию. Работал в ЛОИИ, где в 1986 году стал ведущим научным сотрудником.
Ю. Б. Соловьёв умер в 1995 году и был похоронен на кладбище в посёлке Ушково.

## Научные направления и вклад
Ю. Б. Соловьёв был специалистом в области политической, социально-экономической истории России второй половины XIX — начала XX веков и русско-французских экономических отношений конца XIX — начала XX веков. Исследователь отношений самодержавия и дворянства.
В своей фундаментальной работе «Самодержавие и дворянство в конце XIX века» (1973) Ю. Б. Соловьёв впервые в литературе дал систематическое исследование политики самодержавия по отношению к дворянству в 1880—1890-х годах в России, введя в научный оборот новые или малоизученные источники.
В своей монографии «Самодержавие и дворянство в 1902—1907 гг.» (1981), являющейся продолжением предыдущей, Ю. Б. Соловьёв охватил предреволюционный период. Он, в частности, рассмотрел процесс сплочения дворянства как классовой опоры самодержавия в 1906—1907 годах до Третьеиюньского переворота. В ней автор использовал прессу, архивные документы, опубликованные воспоминания, дневники и прочие источники. При этом в научный оборот Ю. Б. Соловьёвым были введены важные материалы из архивных фондов ЦГАОР и ЦГИА СССР.
В своей работе «Самодержавие и дворянство в 1907—1914 гг.» (1990) Ю. Б. Соловьёв, по выражению К. И. Могилевского, К. А. Соловьёва и В. В. Шелохаева, — «реконструировал многомерную картину политической борьбы 1900-х годов, которую невозможно понять, игнорируя глубинные противоречия между различными кругами господствующей элиты».
Ю. Б. Соловьёв участвовал с выступлением во II Советско-американском коллоквиуме историков (1978).

## Основные работы

### Монографии
- Самодержавие и дворянство в конце XIX в. Л.: Наука. Ленингр. отд-ние, 1973. 383 с.
- Самодержавие и дворянство в 1902—1907 гг. Л.: Наука, 1981. 256 с.
- Самодержавие и дворянство в 1907—1914 гг. Л.: Наука, 1990. 267, [2] с. ISBN 5-02-027188-8.

### Статьи
- Противоречия в правящем лагере России по вопросу об иностранных капиталах в годы первого промышленного подъёма // Из истории империализма в России. Труды ЛОИИ. Вып. 1. М.; Л., 1959. С. 371—388.
- Петербургский международный банк и французский финансовый капитал в годы Первого промышленного подъёма России (Образование и деятельность «Генерального общества для развития промышленности в России») // Монополии и иностранный капитал в России. Труды ЛОИИ. Вып. 4. М.; Л., 1962. С. 377—407.
- Французско-русский союз в его финансовом аспекте (1895—1900 гг.) // Французский ежегодник. Статьи и материалы по истории Франции. 1961. М., 1962.
- В. И. Ленин о политике укрепления классовых позиций дворянства в конце XIX — начале XX в. и её кризисе // В. И. Ленин и проблемы истории: 1870—1970. Л., 1970.
- Рецензия: К. Ф. Шацилло. Русский империализм и развитие флота накануне первой мировой войны (1906—1914 гг.). М.: Наука, 368 стр. Тираж 2000 // Вопросы истории. 1970, № 11. С. 156—158.
- Самодержавие и вопрос о служебных преимуществах дворянства в конце XIX в. // Труды ЛОИИ Л., 1971. — Вып. 12: Исследования по социально-политической истории России. — С. 287—298.
- Русские банки и французский капитал в конце XIX в. // Французский ежегодник. Статьи и материалы по истории Франции. 1974. М., 1975. С. 143—153.
- Рецензия: Н. М. Пирумова. Земское либеральное движение. Социальные корни и эволюция до начала XX века. М.: Изд-во «Наука». 1977. 288 стр. Тираж 2250 // Вопросы истории. 1978, № 6. С. 139—142.
- К истории происхождения Манифеста 26 февраля 1903 г. // Вспомогательные исторические дисциплины. 1979. Т. 11. С. 192—205.
- Князь В. П. Мещерский и его роль во внутренней политике в предвоенные годы // Проблемы социально-экономической истории России: К 100-летию со дня рождения Б. А. Романова. СПб.: Наука, 1991. С. 249—264.
- Самодержавие, дворянство и проблема сближения с крестьянством в конце XIX — начале XX в. // Реформы или революция? Россия, 1861—1917: Материалы международной коллоквиума историков (Санкт-Петербург, 4—7 июня 1990 г.). СПб.: Наука, 1992. С. 100—111.

### Публикации исторических источников
- Начало царствования Николая II и роль Победоносцева в определении политического курса самодержавия // Археографический ежегодник за 1972 год. М., 1977. — С. 311—318.

## Рецензии
- Зайончковский П. А. Рец.: Ю. Б. Соловьёв. Самодержавие и дворянство в 1902—1907 гг. Л.: Наука. 1981. 256 с. // Вопросы истории. — М., 1984. — № 1. — С. 126—128.
- Захарова Л. Г. Рец.: Ю. Б. Соловьёв. Самодержавие и дворянство в конце XIX в. Л.: Изд-во «Наука». 1973. 384 стр. Тираж 2650 // Вопросы истории. — М., 1975. — № 3. — С. 171—174.
- Becker S. Iu. B. Solov’ev. Samoderzhavie i dvorianstvo v 1907—1914 gg. [The Autocracy and the Nobility in the Years 1907—1914]. Leningrad: Nauka. 1990. Pp. 267 (англ.) // The American Historical Review. — American Historical Association, 1992. — Vol. 97, iss. 5. — P. 1568. — ISSN 1937-5239.
- Emmons Т. Samoderzhavie I Dvorianstvo V 1902—1907 gg. By Iu. B. Solov’ev. Edited by V. N. Ginev. Leningrad: Nauka, 1981. vi, 248 pp. (англ.) // Slavic Review. — 1985. — Vol. 44, iss. 2. — P. 325—326.
- House T. S. Solov’ev, Iu. B. Samoderzhavie i dvorianstvo v kontse XIX veka. Leningrad: Izdatel’stvo «Nauka», 1973. 369 pp. (англ.) // The Russian Review: An American Quarterly Devoted to Russia Past and Present. — Wiley-Blackwell, 1974. — Vol. 33, no. 3. — P. 318—321. — JSTOR 128017.
- Jaśkiewicz L. Samoderžavie i dvorjanstvo v konce XIX veka (пол.) // Slavia Orientalis. — 1976. — Nr 4. — S. 121—123.
- McFarlin H. A. Iu. B. Solov’ev. Samoderzhavie i dvorianstvo v kontse XIX veka [Autocracy and Nobility at the End of the 19th Century]. (Akademiia Nauk SSSR, Institut Istorii SSSR, Leningrsadskoe Otdelenie.) Leningrad: Izdatel’stvo «Nauka.» 1973. Pp. 382 (англ.) // The American Historical Review. — American Historical Association, 1975. — Vol. 80, iss. 5. — P. 1369.
- Scheibert P.[нем.]. Samoderžavie i dvorjanstvo v konce XIX veka [Selbstherrschaft und Adel am Ende des 19. Jahrhunderts], Jurij Borisovič Soloύev (нем.) // Jahrbücher für Geschichte Osteuropas. — Franz Steiner Verlag, 1975. — Bd. 23, H. 4. — S. 566—567.
- Thompson J. M. Iu. B. Solov’ev. Samoderzhavie i dvorianstvo v 1902—1907 gg. [Autocracy and the Nobility in 1902-07]. Leningrad: Nauka. 1981. Pp. 255 (англ.) // The American Historical Review. — American Historical Association, 1983. — Vol. 88, iss. 5. — P. 1301—1302.

Не коллективные работы
- Малков Л. В. Рец.: «Исследования по социально-политической истории России». Сборник статей памяти Бориса Александровича Романова. Л. Изд-во «Наука». 1971. 398 стр. Тираж 2500 // Вопросы истории. — М., 1973. — № 3. — С. 161—163. — ISSN 0042-8779.
- Сидоров А. Л. Рец.: Исследования по истории империализма в России // Вопросы истории. — М., 1963. — № 4. — С. 121—126.
- Скрынников Р. Г. Научная конференция на историческом факультете ЛГУ // Вопросы истории. — М., 1985. — № 2. — С. 149—151.
- Урибес-Санчес Э., Емец В. А. Рец.: Проблемы социально-экономической истории России. К столетию со дня рождения Бориса Александровича Романова. Санкт-Петербург. Наука. 1991. 302 с. // Вопросы истории. — М., 1994. — № 10. — С. 182. — ISSN 0042-8779.